# Alasan Senghore
Alasan Senghore (* im 20. Jahrhundert) ist Verbandsfunktionär aus dem westafrikanischen Staat Gambia. Er war Generalsekretär des Gambischen Roten Kreuzes und  Afrika-Direktor der International Federation of Red Cross and Red Crescent Societies (IFRC).
Im Mai 2020 wurde er zum nationalen Koordinator der Regierung Gambias für das COVID-19-Vorsorge- und Bekämpfungsprogramm (englisch National Coordinator for the Government of The Gambia for COVID-19 Preparedness and Response Programme) ernannt, trat aber Ende Juni von diesem Posten zurück.

## Leben
Senghore hat einen MBA-Abschluss an der University of Oxford  in Entwicklungsstudien und Leadership und Nachhaltigkeit (nach andere Quelle: zwei Master-Abschlüsse in Führung und Nachhaltigkeit sowie in Management an der University of Cumbria bzw. der University of Liverpool). Er hat auch ein Diplom in Projektmanagement vom Pan African Institute for Development in Kamerun.
Seine Karriere begann im Jahr 1976 beim Gambischen Roten Kreuz (Gambia Red Cross Society, GRCS) als Jugend- und Außendienstmitarbeiter, später wurde er zu dessen Generalsekretär ernannt.
Im Jahr 1992 wurde er in der Internationale Rotkreuz- und Rothalbmond-Bewegung (IFRC) zum stellvertretenden Administrator ernannt und war für die Leitung der somalischen Flüchtlingsoperation in Kenia verantwortlich. Später wurde er zum Leiter der Subdelegation ernannt und 1994 zum Leiter der kenianischen Delegation für die IFRC befördert. Als kenianischer Delegierter für regionale Zusammenarbeit ab 1995 des ICRC und von 1997 bis 1998 stellvertretender Leiter der ICRC-Mission bei der Organisation für Afrikanische Einheit in Addis Abeba. 1998 wurde er zum Delegierten für regionale Zusammenarbeit und zum stellvertretenden Leiter der IKRK-Regionaldelegation in Harare, Simbabwe, ernannt. Von 2000 bis 2002 wurde er zum Leiter des IFRC-Sektors für Zusammenarbeit in Afrika am Hauptsitz in Genf ernannt. 2003 Leiter der Regionaldelegation des IFRC für das südliche Afrika; 2004 Leiter der Regionaldelegation für West- und Zentralafrika; 2007 Leiter der Zone für West- und Zentralafrika. Ernannt zum Direktor der Region Afrika für die IFRC und erhielt die Verantwortung für die Leitung des Veränderungsprozesses und des Dezentralisierungsprozesses der IFRC in Afrika, der erfolgreich abgeschlossen wurde. Später war er für die Koordination der Unterstützung der humanitären und Entwicklungsaktivitäten der 49 nationalen afrikanischen Rotkreuz-/Rothalbmondgesellschaften in Subsahara-Afrika verantwortlich auch war er für die Gesamtkoordination der internationalen Reaktion des Roten Kreuzes auf die Ebola-Operation in Westafrika verantwortlich.
Im Juni 2016 wurde er Ständiger Beobachter der Internationale Rotkreuz- und Rothalbmond-Bewegung bei den Vereinten Nationen. In dieser Funktion wurde er im August 2018 von Richard Blewitt abgelöst. Im November 2018 wurde er erneut Generalsekretär des gambischen Roten Kreuzes.
Am 22. Mai 2020 ernannte Präsident Adama Barrow ihn zum nationalen Koordinator der Regierung Gambias für das COVID-19-Vorsorge- und Bekämpfungsprogramm. Er sollte bei Bewältigung der Schwierigkeiten der COVID-19-Pandemie in Gambia die Arbeit aller Ministerien, Abteilungen und Behörden der Regierung, lokaler und internationaler NGOs, Partner und anderer Personen koordinieren. Aus persönlichen, nicht näher beschriebenen Gründen die in der Kritik in der Arbeitsweise mit der Regierung bestanden, trat Senghore von seinem Posten am 22. Juni 2020 zurück.
Ende Februar 2024 gab er den Posten des Generalsekretärs des Roten Kreuzes auf, um eine neue Aufgabe bei einer internationalen Organisation zu übernehmen. Er ging zur Kinderhilfsorganisation Plan International und ist dort Regionaldirektor für West- und Zentralafrika.

## Familie
Senghore ist mit der Menschenrechtsaktivistin Fatou Jagne verheiratet und hat mit ihr zwei Kinder.

## Auszeichnungen und Ehrungen
- 2010: Officer  of Order of the Republic of The Gambia (ORG)[16]